# Zheng Yiming
Zheng Yiming (chinês tradicional: 鄭一鳴, chinês simplificado: 郑一鸣, pinyin: Zhèng Yīmíng; nascido em 12 de janeiro de 1997) é um jogador de futebol chinês que atualmente atua como zagueiro do Beijing Guoan.

## Estatísticas de carreira

### Clube
- Atualizado até 16 de maio de 2019.[1]

| Clube          | Temporada      | Liga               | Liga  | Liga | Copa  | Copa | Continental | Continental | Outros | Outros | Total | Total |
| Clube          | Temporada      | Divisão            | Jogos | Gols | Jogos | Gols | Jogos       | Gols        | Jogos  | Gols   | Jogos | Gols  |
| -------------- | -------------- | ------------------ | ----- | ---- | ----- | ---- | ----------- | ----------- | ------ | ------ | ----- | ----- |
| Stabæk II      | 2018           | 2. divisjon        | 8     | 0    | 0     | 0    | -           | -           | 0      | 0      | 8     | 0     |
| Beijing Guoan  | 2018           | Super Liga Chinesa | 0     | 0    | 1     | 0    | -           | -           | 0      | 0      | 1     | 0     |
| Beijing Guoan  | 2019           | Super Liga Chinesa | 0     | 0    | 1     | 0    | 0           | 0           | 0      | 0      | 1     | 0     |
| Beijing Guoan  | Total          | Total              | 0     | 0    | 2     | 0    | 0           | 0           | 0      | 0      | 2     | 0     |
| Carreira total | Carreira total | Carreira total     | 8     | 0    | 2     | 0    | 0           | 0           | 0      | 0      | 10    | 0     |